# Cosmorhoe maia
Cosmorhoe maia là một loài bướm đêm trong họ Geometridae.